# قوم‌نگاری سایبری
قوم‌نگاری سایبری (انگلیسی: Cyber-ethnography)همچنین به قوم‌نگاری مجازی و از همه بیشتر به قوم‌نگاری برخط مشهور است، نوعی روش تحقیق برخط است که روش‌های قوم‌نگاری را برای مطالعه جوامع و فرهنگ‌هایی که از طریق تعاملات اجتماعی رایانه‌ای خلق می‌شود را مطالعه می‌کند. هیچ روش کانونی که انطباق قوم نگاری به محیط سایبری را تجویز کند وجود ندارد. در عوض این موضوع بر عهده خود محقق است که مشخص کند چه انطباق‌هایی انجام داده‌است. قوم‌نگاری شبکه‌ای گونه‌ای دیگر از قوم‌نگاری برخط یا سایبری است که رهنمودها و قوانین مشخص‌تر دارد. این مقاله دربارهٔ یک نوواژه خاص نیست بلکه کاربری عمومی روش‌های قوم‌نگارانه در کارهای میدانی برخط توسط قوم‌نگاران، جامعه‌شناسان و دیگر پژوهشگران را بررسی می‌کند.

## مقدمه
قوم‌نگاری سنتی تعاملات میان افراد هم‌مکان را مشاهده می‌کند. قوم‌نگاری‌های جوامع و فرهنگ‌های برخط مطالعه قوم‌نگارانه را به محیط‌هایی بسط می‌دهد که تعاملات به واسطه فناوری انجام می‌شوند و چهره به چهره نیستند؛ بنابراین قوم‌نگاری سایبری محدودیت‌های مفهوم سنتی مکان میدان به مثابه فضای محلی را رفع و رجوع می‌کند. همچنین قوم‌نگاری سایبری می‌پذیرد که جوامع برخط می‌توانند از طریق تعاملات دیجیتال فرهنگی اشتراکی را خلق کنند. گرچه این ادعا که کار میدانی قوم‌نگارانه می‌تواند به صورت معناداری در تعاملات رایانه ای اعمال شود به چالش کشیده شده‌است،اما به صورت فزاینده‌ای رو به پذیرش است.
مانند دیگر محققان اولیه اینترنت سندی استون و شری ترکل مشاهده کردند که مشارکت‌کنندگان در جوامع بازی نقش ایفاگری اجتماعی خاصی وضع می‌کنند که ممکن است با شخصیت‌های برون‌خطشان تفاوت‌های بسیاری داشته باشد. این به این ایده منجر شد که هویت‌های برخط می‌تواند از برون‌خط جدا شود. قوم‌نگاری سایبری به مثابه نوع جدیدی از روش‌شناسی تلقی می‌شد که ممکن است از تغییرات رادیکالی که اینترنت بر جوامع حادث می‌کند پرده گشایی خواهد کرد. گرچه زمانی که اینترنت به جریان غالب تبدیل شد و قوم نگاران سایبری به دنبال مشروعیت بودند، قوم‌نگاری سایبری به عنوان انطباق روش‌های سنتی در یک بافتار جدید بازقالب‌بندی شدند. فهم میزانی که ایفاگری‌های مختلف در محیط‌های برخط و برون‌خط در بافتارهای مختلف مرزبندی هویتی یا هویت مداوم را ایفا می‌کنند یک ملاحظه مهم برای قوم نگاران سایبری باقی مانده‌است.
بسیاری از دیگر جنبه‌های تعامل مجازی یا رایانه‌ای و شکل‌گیری جوامع با متضادهای شان مثلاً حضوری، زندگی واقعی و چهره به چهره تفاوت دارند. یکی از مهمترین ویژگی‌های جوامع برخط متنی بودن آن‌هاست. درحالی که این مصنوعات متنی به باقی مانده‌های تعاملات شبیه‌هستند آن‌ها تعاملات مورد نظر قوم‌نگار سایبری را بر می‌سازند. آن‌ها گونه‌ای دیگر از تعامل هستند که در آن‌ها زبان بدن و دیگر سرنخ‌های اجتماعی غایبند یا به علائم و متون تبدیل شده‌اند.
ویژگی و سطح دسترسی محققان به جوامع برخط خاص قوم‌نگاری سایبری است. در حالی که تعاملات چهره به چهره حین وقوعشان موقتی هستند، تراکنش‌های سایبری اغلب به صورت خودکار ذخیره و آرشیو می‌شوند و رکوردهایی صحیح و دائمی ایجاد می‌کنند. همچنین مرز میان فضای عمومی و خصوصی اغلب در جوامع برخط شفاف نیست. قوم نگاری سایبری در تلاش است که رویه‌های مشاهده مشارکت‌کننده همچون مدخل یا ورد فرهنگی، گردآوری و تحلیل داده و انجام تحقیق بر اساس اصول اخلاقی را با اقتضائات رایانه‌ای منطبق کند.
قوم‌نگاری سایبری با ظهور فناوری‌های جدید توسعه چشمگیری یافت. تقریباً از زمان تولدش، بعضی محققان مانند تعقیب کننده یا لرکر عمل کرده‌اند و و مطالعات مشاهده‌ای محض فرهنگ‌های برخط و جوامع و کمتر مشاهده حین مشارکت در جوامع برخط را ترتیب داده‌اند. این رویکرد مورد انتقاد محققانی قرار گرفته‌است که استدلال می‌کنند محقق باید به عنوان عضوی از جامعه برخط مشارکت کامل داشته باشد. این محققان استانداردهای قوم‌نگاری سنتی در زمینه مشاهده حین مشارت را ارج می‌نهند. با استفاده از مداخله طولانی، غوطه وری عمیق، قوم‌نگاری سایبری تلاش می‌کند که همانند قوم نگاری سنتی توصیف پرمایه ایجاد کند، که می‌تواند به درک افراد بیرونی از معنای رفتار در یک جامعه یا فرهنگ کمک کند.. این تمرکز روی مشارکت کنندگان و غوطه وری این رویکردها را از دیگر روش‌های کیفی اینترنتی مانند مصاحبه‌های برخط و تحلیل محتوای برخط متمایز می‌کند. روش‌های قوم‌نگارانه همچنین کاملاً از روش‌های تحقیق کمی اینترنتی مانند معدن وب یا تحلیل شبکه‌های اجتماعی متفاوت است. گرچه برخی محققان از روش‌های تکمیلی در کنار قوم نگاری سایبری بهره می‌برند تا یافته‌های خود را تقویت کنند.